# Limnonectes hascheanus
Limnonectes hascheanus es una especie de anfibio anuro del género Limnonectes de la familia Dicroglossidae.

## Distribución geográfica
Es originaria de Indonesia, Laos, Malasia, Birmania, Tailandia, Vietnam y China.